# シグマ型コルベット
シグマ型コルベット (Sigma class corvette) は、オランダが開発したコルベット/軽フリゲート。21世紀初頭より輸出市場に投入され、既にインドネシア、モロッコおよびメキシコが導入している。

## 設計
シグマ型は、オランダのロイヤル・シェルデ 造船所が、主として中小国への輸出向けに開発したコルベット/軽フリゲートである。シグマ（SIGMA）とは、Ship Integrated Geometrical Modularity Approach（モジュラー構造統合式艦艇）の略とされているが、シグマという語はギリシャ文字のΣを意味しており、この文字も数学で「総和」を表す記号として使われている。その名の通り、高度なモジュラー化設計を導入しており、モジュールの組み合わせを変えることで相手（国）のニーズに応じて容易にサブタイプを派生させ、製造コストの低減と需要や汎用性の増大を図っている。また、造船所の呼称によるタイプ・ナンバーは、全長と全幅がそのまま使われており、例えば全長91メートル、全幅13メートルのディポネゴロ級は9113型と呼ばれている。

### 船体
船型としては長船首楼型を導入しており、艦首から艦尾まで長大なナックルを設けている。船体には高度なステルス化設計が導入されている。
機関としてはディーゼルエンジンが採用されており、煙突2本が並列に配置されている。また、船首楼後方の後甲板は飛行甲板となっており、大型の9813型では、船首楼後部に格納庫を設けている。一方、小型のディポネゴロ級 (9113型) は格納庫を持たないが、必要に応じて機材を露天係止して運用したり他艦艇・他基地の機体を受け入れたりできるよう、飛行甲板は確保されている。

### 装備
現在までに発注されたシグマ型は、いずれも、同国製のTACTICOSを中核として、双方向の戦術データ・リンクを備えた戦闘情報システムを構築している。
艦載砲として、イタリア製オート・メラーラ 76 mm 砲1門を艦首に搭載する。オート・メラーラ 76 mm 砲は世界各国の艦艇に採用された軽量速射砲であり、ステルス性の高い多角形の砲塔を採用しているケースもあるが、本型には旧来の丸みを帯びた砲塔を搭載している。
武装に関しては、小型のディポネゴロ級 (9113型)は比較的軽装備であり、艦対艦ミサイルはエグゾセ MM40連装発射機2基のみ、個艦防空ミサイルはマトラ・テトラル個人携行地対空ミサイルを艦載化した簡易型で、捜索レーダーも、低空警戒/対水上兼用のMW-08のみとなっている。エグゾセ MM40は当初ブロック2が搭載されていたが、2019年9月に実施された演習において、ブロック3の射撃が初めて確認された。
一方、モロッコ海軍向けの9813型は排水量2,100トンと、より大型でフリゲート並みのキャパシティを持つことから重装備となっており、本格的な個艦防空ミサイルであるVL MICA NAVALのVLSと、中型の哨戒ヘリコプターを搭載することが計画されている。また、いずれの型も、自艦装備の対潜兵装として、タレス UMS4132 キングクリップ船底装備ソナーとB515 3連装短魚雷発射管を搭載しており、短魚雷としては、典型的な輸出用魚雷であるA.244/S、または新型のMU90 インパクトを使用する。このように、フランスないし大陸ヨーロッパ製兵器の運用を主眼としている。

## 諸元表
|             | 9113型                                                              | 9813型                                                              | 10513型                                                             | 10514型                                                             |
| ----------- | ------------------------------------------------------------------- | ------------------------------------------------------------------- | ------------------------------------------------------------------- | ------------------------------------------------------------------- |
| 満載 排水量 | 1,719 t                                                             | 2,075 t                                                             | 2,335 t                                                             | 2,400 t                                                             |
| 全長        | 90.7メートル (298 ft)                                               | 97.91メートル (321.2 ft)                                            | 105.11メートル (344.8 ft)                                           | 105.14メートル (344.9 ft)                                           |
| 全幅        | 13.02メートル (42.7 ft)                                             | 13.02メートル (42.7 ft)                                             | 13.02メートル (42.7 ft)                                             | 13.02メートル (42.7 ft)                                             |
| 吃水        | 3.6メートル (12 ft)                                                 | 3.75メートル (12.3 ft)                                              | 3.75メートル (12.3 ft)                                              | 3.75メートル (12.3 ft)                                              |
| 機関        | SEMT ピルスティク 20PA6Bディーゼルエンジン×2基 (合計出力 22,000bhp) | SEMT ピルスティク 20PA6Bディーゼルエンジン×2基 (合計出力 22,000bhp) | SEMT ピルスティク 20PA6Bディーゼルエンジン×2基 (合計出力 22,000bhp) | SEMT ピルスティク 20PA6Bディーゼルエンジン×2基 (合計出力 22,000bhp) |
| 機関        | スクリュープロペラ×2軸                                              |                                                                     |                                                                     |                                                                     |
| 最大速力    | 28ノット (52 km/h)                                                  | 28ノット (52 km/h)                                                  | 28ノット (52 km/h)                                                  | 30ノット (56 km/h)                                                  |
| 巡航速力    | 18ノット (33 km/h)                                                  | 18ノット (33 km/h)                                                  | 18ノット (33 km/h)                                                  | 18ノット (33 km/h)                                                  |
| 航続距離    | 4,000海里 (7,400 km) / 18ノット (33 km/h)                           | 4,000海里 (7,400 km) / 18ノット (33 km/h)                           | 4,000海里 (7,400 km) / 18ノット (33 km/h)                           | 4,000海里 (7,400 km) / 18ノット (33 km/h)                           |
| 兵装        | 76mm 単装速射砲×1基                                                 | 76mm 単装速射砲×1基                                                 | 76mm 単装速射砲×1基                                                 | 76mm 単装速射砲×1基                                                 |
| 兵装        | デネル・ベクターG12 20mm単装機銃×4基                                | 20mm単装機銃×2基                                                    | 20mm単装機銃×2基                                                    | 20mm単装機銃×2基                                                    |
| 兵装        | マトラ・テトラル 4連装近SAM発射機×2基                               | VL-MICA短SAM VLS×12セル                                             | VL-MICA短SAM VLS×12セル                                             | VL-MICA短SAM VLS×12セル                                             |
| 兵装        | エグゾセMM40ブロック2 SSM連装発射筒×2基                             |                                                                     |                                                                     |                                                                     |
| 兵装        | B515 3連装短魚雷発射管×2基                                          |                                                                     |                                                                     |                                                                     |
| 艦載機      | ヘリコプター甲板のみ                                                | ヘリコプター×1機                                                    | ヘリコプター×1機                                                    | ヘリコプター×1機                                                    |
| C4I         | TACTICOS戦術情報処理装置＋リンク Y                                  | TACTICOS戦術情報処理装置＋リンク Y                                  | TACTICOS戦術情報処理装置＋リンク Y                                  | TACTICOS戦術情報処理装置＋リンク Y                                  |
| レーダー    | MW-08 低空警戒/対水上                                               | SMART-S Mk.2 3次元                                                  | SMART-S Mk.2 3次元                                                  | SMART-S Mk.2 3次元                                                  |
| レーダー    | スペリー ブリッジマスターE 航法レーダー                             |                                                                     |                                                                     |                                                                     |
| ソナー      | キングクリップ 船底装備式                                           | キングクリップ 船底装備式                                           | キングクリップ 船底装備式                                           | キングクリップ 船底装備式                                           |
| 電子戦      | タレスDR-3000 電波探知装置                                          | タレス・ヴィジル電波探知装置                                        | タレス・ヴィジル電波探知装置                                        | n/a                                                                 |
| 電子戦      | ラカル・スコーピオン 電波妨害装置                                   |                                                                     |                                                                     | n/a                                                                 |
| 電子戦      | DLT-12T デコイ発射機                                                | SKWS デコイ発射機                                                   | SKWS デコイ発射機                                                   | n/a                                                                 |

## 同型艦一覧

### インドネシア

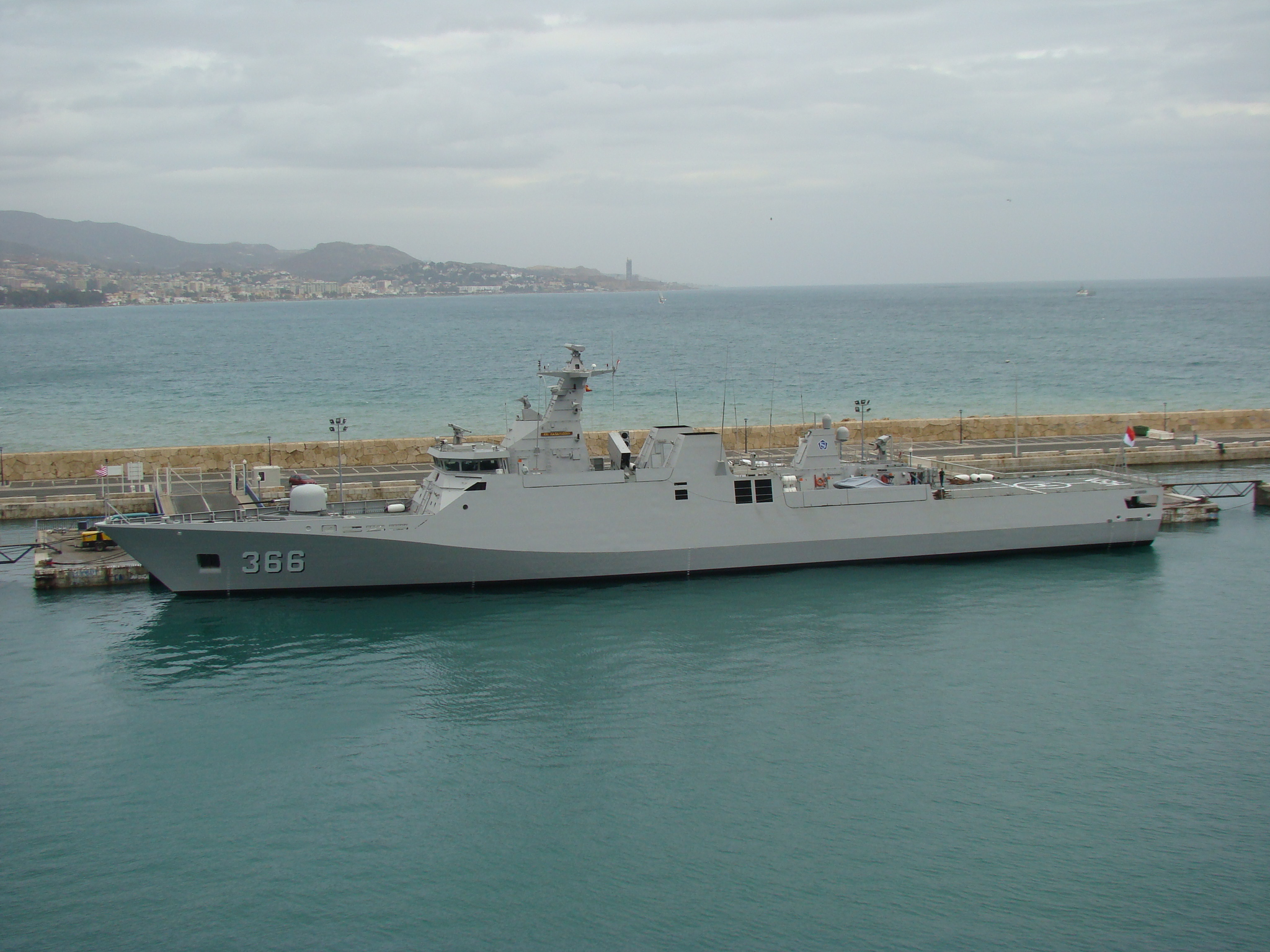
インドネシア海軍の9113型
「366 スルターン・ハサヌディン」

| 艦番号  | 艦名                                                    | 建造所                                             | 起工           | 進水            | 就役            |
| 9113型  | 9113型                                                  | 9113型                                             | 9113型         | 9113型          | 9113型          |
| ------- | ------------------------------------------------------- | -------------------------------------------------- | -------------- | --------------- | --------------- |
| 365     | ディポネゴロ KRI Diponegoro                             | ロイヤル・シェルデ造船所                           | 2005年 3月24日 | 2006年 9月16日  | 2007年 7月5日   |
| 366     | スルターン・ハサヌディン KRI Sultan Hasanuddin          | ロイヤル・シェルデ造船所                           | 2005年 3月24日 | 2006年 9月16日  | 2007年 11月24日 |
| 367     | スルターン・イスカンダル・ムダ KRI Sultan Iskandar Muda | ロイヤル・シェルデ造船所                           | 2006年 5月8日  | 2007年 11月24日 | 2008年 10月18日 |
| 368     | フランス・カイシエポ KRI Frans Kaisiepo                 | ロイヤル・シェルデ造船所                           | 2006年 5月8日  | 2008年 6月28日  | 2009年 3月7日   |
| 10514型 |                                                         |                                                    |                |                 |                 |
| 331     | KRI Raden Eddy Martadinata                              | ロイヤル・シェルデ造船所 PT PAL インドネシア造船所 | 2014年 4月16日 | 2016年 1月18日  | 2017年 4月7日   |
| 332     | KRI Gusti Ngurah Rai                                    | ロイヤル・シェルデ造船所 PT PAL インドネシア造船所 | 2016年 1月18日 | 2016年 9月29日  | 2018年 1月10日  |

### モロッコ
| 艦番号  | 艦名                                                        | 建造所                   | 起工           | 進水           | 就役           |
| 10513型 | 10513型                                                     | 10513型                  | 10513型        | 10513型        | 10513型        |
| ------- | ----------------------------------------------------------- | ------------------------ | -------------- | -------------- | -------------- |
| 613     | ターリク・ベン＝ズィヤード Tarik Ben Ziyad                  | ロイヤル・シェルデ造船所 | 2009年 4月15日 | 2010年 7月12日 | 2011年 9月10日 |
| 9813型  |                                                             |                          |                |                |                |
| 614     | スルターン・ムーラーイ・イスマーイール Sultan Moulay Ismail | ロイヤル・シェルデ造船所 | 2009年 3月     | 2011年 2月4日  | 2012年 3月10日 |
| 615     | アラル・ベン・アブダラー Allal Ben Abdellah                 | ロイヤル・シェルデ造船所 | 2009年 9月     | 2011年 10月4日 | 2012年 9月8日  |

### メキシコ
| 艦番号  | 艦名                                                                   | 建造所                                            | 起工           | 進水            | 就役            |
| 10514型 | 10514型                                                                | 10514型                                           | 10514型        | 10514型         | 10514型         |
| ------- | ---------------------------------------------------------------------- | ------------------------------------------------- | -------------- | --------------- | --------------- |
| 101     | レフォルマドール ARM Reformador → ベニート・フアレス ARM Benito Juárez | ロイヤル・シェルデ造船所 メキシコ第20海軍省造船所 | 2017年 8月17日 | 2018年 11月23日 | 2018年 11月23日 |